# Бич-Лубенський Іван Михайлович
Іван Михайлович Бич-Лубенський (нар. 1867—1920) — громадський діяч Слобідської України початку XX сторіччя.

## Біографія
Належав до дрібного слобожанського дворянства. Походив з роду спадкових шляхтичів – новосанжарських сотників Бичів-Биченків. Нащадок (прапрапраправнук) новосанжарського сотника, значкового товариша та отамана чугуївського (?) Григорія Йосиповича Бича (? - 1675 – 1743 – ран. 1751) 
Екстерном закінчив юридичний факультет Харківського університету, працював деякий час як мировий суддя. Брав активну участь у громадському житті Харкова та Харківщини, як археолог-аматор, популяризатор велосипедного спорту. Також був активним учасником релігійного життя, брав як мирянин участь у діяльності церковних соборів, обговоренні проблем реформування церкви. Він не припинив цієї діяльності навіть тоді, коли це стало небезпечно, — в роки Громадянської війни.

## Політична діяльність
Іван Бич-Лубенський був монархістом, з початку 1900-х брав активну участь у консервативно-націоналістичному русі Харківщини, вступив до харківського відділу Союзу Російського народу та був у дружніх стосунках з лідером харківських чорносотенців Андрієм Вязигіном. У вересні 1914 року Іван Бич-Лубенський був висунутий харківськими консерваторами як кандидат на посаду міського голови, його суперником від лібералів виступив Дмитро Багалій. Хоча Бич-Лубенський отримав незначну перевагу на виборах, йому не дозволили залишити попередню посаду. У підсумку міським головою став Багалій. Є свідчення, що у 1916 році він брав участь у діяльності товариства імені Квітки-Основ'яненка, та навіть займався розповсюдженням його прокламацій. Ймовірно, певною мірою він зазнав впливу з боку свого брата Костянтина, який був активним учасником товариства та інших українських організацій Слобожанщини. Під час Громадянської війни він деякий час проживав у Харкові та навіть виступав на стихійному мітингу харківських монархистів, викликаному чутками про смерть Миколи II. Потім пішов поголос, що Івана Бич-Лубенського розстріляли більшовики «на тому самому місті, де говорив свою промову щодо загибелі імператора». Але насправді він залишився тоді живий та навіть був обраний до харківської міської ради у 1919 році, коли Харків зайняли білогвардійці.

## Смерть
Справжня доля Івана Бич-Лубенського з'ясувалася лише, коли російські історики С. В. Волков й Л. М. Абраменко на підставі архівних документів розкрили так звану «справу 204-х». Восени 1920 року в Ялті у рамках «червоного терору» було заарештовано 204 мешканці, серед яких «Іван Бич-Лубенський, місце народження — Харків». Усі арештовані були засуджені до розстрілу